# (400435) 2008 DA23
(400435) 2008 DA23 es un asteroide perteneciente al cinturón de asteroides, región del sistema solar que se encuentra entre las órbitas de Marte y Júpiter, descubierto el 14 de enero de 2008 por el equipo del Spacewatch desde el Observatorio Nacional de Kitt Peak, Arizona, Estados Unidos.

## Designación y nombre
Designado provisionalmente como 2008 DA23. 

## Características orbitales
2008 DA23 está situado a una distancia media del Sol de 2,792 ua, pudiendo alejarse hasta 3,219 ua y acercarse hasta 2,364 ua. Su excentricidad es 0,153 y la inclinación orbital 11,31 grados. Emplea 1704,18 días en completar una órbita alrededor del Sol.

## Características físicas
La magnitud absoluta de 2008 DA23 es 15,9. 